# Bratoselce
Bratoselce (cyr. Братоселце) – wieś w Serbii, w okręgu pczyńskim, w gminie Bujanovac. W 2002 roku liczyła 71 mieszkańców.